# Баргузинские буряты
Баргузи́нские буря́ты (бур. Баргажанай буряадууд) — этнотерриториальная группа в составе бурятского этноса. Расселены в долине реки Баргузин, впадающей в озеро Байкал на северо-востоке.

## Родоплеменной состав
В состав этнотерриториальной группы баргузинских бурят входят такие племена, как абазай (абзай), баяндай, шоно, хэнгэлдэр, булагад, галзуд, сэгэнуд, эмхэнуд, бура, уули (ули, оли, ооли), басай, оторши (оторчин), шарад, хурумша, онгой, хадалай, содой, богол (босогол), согол, нетун. В состав баргузинских хэнгэлдыров входят следующие кости: хонхой, хадалай, хазухай, ульдэй, содой, ухан, номол, екуй (еэхуй), уули (ули, оли, ооли). В числе баргузинских галзутов называются такие ответвления, как тодок, маншуна (маншууна), ходо (хоодо), ухин, яньхин (енхэн), нохой-галзуд, дархан-галзуд. Род булгад (булагад) образовался в результате объединения кости булгад, принадлежавшей к роду абзай, с ответвлениями рода шоно: богол, согол, нетун (нэтуг). Все племена баргузинских бурят являются выходцами с верховий Лены и долины верховий Куды и ее притока Мурина. Большинство из них принадлежат большому племени эхирит. Такие племена, как сэгэнуд, эмхэнуд, хурумша являются неприсоединившимися к большим племенам. Племена галзуд и шарад, чьи этнонимы совпадают с хоринскими, также являются выходцами с западной стороны Байкала.